# És pecat
És pecat (títol original en anglès, It's a Sin) és una sèrie dramàtica de televisió del Regne Unit escrita i creada per Russell T Davies i desenvolupada per Red Production Company. La minisèrie de cinc episodis està ambientada a Londres, Gal·les i l'illa de Wight del 1981 al 1991. Mostra les vides d'un grup d'homes homosexuals i els seus amics que viuen durant la crisi del VIH/sida al Regne Unit. It's a Sin té un repartiment principal format per Olly Alexander com a Ritchie Tozer, Omari Douglas com a Roscoe Babatunde i Callum Scott Howells com a Colin Morris-Jones; tots tres es traslladen a Londres. Lydia West, Nathaniel Curtis i David Carlyle interpreten Jill Baxter, Ash Mukherjee i Gregory Finch, respectivament. Altres actors que interpreten papers principals són Keeley Hawes, Shaun Dooley, Tracy Ann Oberman, Neil Patrick Harris i Stephen Fry. Es va estrenar al Regne Unit a Channel 4 el 22 de gener de 2021. S'ha doblat al català central per a TV3, que la va estrenar el 18 de març de 2024.

## Premissa
La sèrie segueix un grup d'homes homosexuals que es traslladen a Londres el 1981. Formen un grup d'amics, però la crisi creixent del VIH/sida al Regne Unit n'impacta les vides. Durant cinc episodis, es veu com viuen durant la dècada dels 1980 fins al 1991, mentre guanyen determinació per viure malgrat l'amenaça que els suposa el VIH.

## Repartiment
- Olly Alexander com a Ritchie Tozer[4]
- Omari Douglas com a Roscoe Babatunde[4]
- Callum Scott Howells com a Colin Morris-Jones[4]
- Lydia West com a Jill Baxter[4]
- Nathaniel Curtis com a Ash Mukherjee[4]
- David Carlyle com a Gregory Finch
- Keeley Hawes com a Valerie Tozer[4]
- Shaun Dooley com a Clive Tozer[4]
- Tracy Ann Oberman com a Carol Carter[4]
- Neil Patrick Harris com a Henry Coltrane[4]
- Stephen Fry com a Arthur Garrison[4]
- Moya Brady com a Millie
- Neil Ashton com a Grizzle
- William Richardson com a Sr Brewster
- Ashley McGuire com a Lorraine Fletcher
- Calvin A. Dean com a Clifford
- Nathaniel Hall com a Donald Bassett
- Jill Nalder com a Christine Baxter
- Andria Doherty, com a Eileen Morris-Jones[4]
- Nathan Sussex com a Pete
- Toto Bruin com a Lucy Tozer
- Shaniqua Okwok com a Solly Babatunde
- Michelle Greenidge com a Rosa Babatunde
- Delroy Brown com a Oscar Babatunde
- Ken Christiansen com a Karl Benning[5]

## Recepció

### Recepció crítica
La sèrie ha sigut descrita pels crítics com un gran èxit després del seu llançament al Regne Unit. Roten Tomatoes va informar d'una qualificació d'aprovació del 98% segons 52 revisions, amb una qualificació mitjana de 9,29/10. El consens dels crítics de Rotten Tomatoes escriu: "Impulsada per un elenc exquisit, una escriptura empàtica i un estil visual distintiu, És pecat és una gesta increïble de la xicoteta pantalla". Metacritic li va donar a la sèrie una puntuació mitjana ponderada de 91 de 100 sobre la base de 24 reviews, la qual cosa indica una "aclamació universal".

### Premis i nominacions
| Any  | Premiació                            | Categoria                                             | Resultat             |
| ---- | ------------------------------------ | ----------------------------------------------------- | -------------------- |
| 2021 | Banff Rockie Awards                  | Programa de l'any                                     | Guanyador            |
| 2021 | Festival de Televisión de Montecarlo | Millor sèrie Millor actriu                            | Guanyador Guanyadora |
| 2021 | Premios TCA                          | Millor èxit per a una miniserie, telefilm o varietats | Pendent              |